# Cor Pierik
Cornelis Roeland (Cor) Pierik (Zwollerkerspel, 13 maart 1965) is een Nederlands econoom en politicus. Sinds 6 december 2023 is hij lid van de Tweede Kamer der Staten-Generaal voor de BoerBurgerBeweging. Eerder werkte hij bij het Centraal Bureau voor de Statistiek (CBS). 

## Biografie
Pierik groeide op een boerderij op en werkte 33 jaar als econoom en onderzoeker bij het Centraal Bureau voor de Statistiek (CBS) met onder meer de terreinen landbouw, natuur, energie, klimaat, regio en ruimte in zijn portefeuille. Later werd hij voor deze organisatie perswoordvoerder.
In 2017 was hij te gast op een avond in debatcentrum De Rode Hoed in Amsterdam in de serie landbouw- en voedseldialogen It's the food my friend, waar hij actuele cijfers en trends over de landbouw in Nederland van het CBS presenteerde.
In 2021 werd hij door dagblad De Stentor uitgenodigd om zich in een gesprek met streekgenoot Caroline van der Plas uit te laten over de cijfers waar de BBB mee kwam. Pierik meende als CBS-man dat de politiek cijfers vooral gebruikt als het in het eigen straatje past. Ook bij Van der Plas zag hij wel momenten voorbijkomen dat ze niet het volledige verhaal vertelt, net als andere partijen. Hij ziet dat als verschil dat tussen de politiek en iemand die statistieken maakt voor praktijk, beleid en wetenschap. Toen de twee naderhand aan de praat raakten, bleek het tussen beiden te 'klikken' en werd Pierik door Van der Plas gevraagd of hij zich bij de BBB wilde aansluiten. Een zware ziekte had hem tot nadenken gestemd en hij ging op het aanbod in. In 2023 werd hij door deze partij op plaats 6 van de kandidatenlijst voor de Tweede Kamerverkiezingen geplaatst, de BBB haalde zeven zetels, waarmee hij in het parlement gekozen was. Als Kamerlid is hij woordvoerder infrastructuur en water, klimaat, wonen en ruimtelijke ordening. 
In de Tweede Kamer heeft hij zitting in de vaste commissies: 
- Binnenlandse Zaken
- Economische Zaken en Klimaat
- Financiën
- Infrastructuur en Waterstaat
- Landbouw, Natuur en Voedselkwaliteit
- Rijksuitgaven

Na de val van Kabinet-Schoof deelde Pierik mee niet te willen terugkeren als parlementariër.

## Persoonlijk
Pierik is getrouwd en hangt het christelijk geloof aan, hij is lid van de gereformeerde kerk. Zijn echtgenote en twee zonen voeren een multifunctioneel landbouwbedrijf met groepsaccommodatie, vergadermogelijkheid en dagbesteding.